# Resistenza nell'Alto Maceratese
Per resistenza nell'alto maceratese si intende l'attività di opposizione militare condotta nella zona di Macerata, durante la seconda guerra mondiale, contro l'invasione d'Italia della Germania nazista, da parte di liberi individui, partiti e movimenti organizzati in formazioni partigiane, che combatterono a fianco degli Alleati.

## Storia
A partire dal settembre 1943, le Marche e le regioni confinanti si trovarono a fungere da spartiacque geografico tra l'avanzata degli Alleati e l'occupazione nazifascista e ciò portò, ovviamente, a molteplici difficoltà per gli abitanti che vi risiedevano. Nelle Marche del resto mancavano esperienze storiche di guerriglia, ma il rifiuto alla guerra era ormai generalizzato a ciò si sommava, dopo lo sfascio dell'8 settembre, la necessità di decidere da quale parte schierarsi.
Nella prima fase, durata fino al gennaio-febbraio 1944, i cosiddetti ribelli cercarono di stabilire un minimo di organizzazione per poter affrontare la latitanza. Problemi fondamentali da risolvere erano: alloggio, cibo, vestiti e soprattutto armi.
La seconda fase, dal marzo al giugno del 1944, fu quella veramente difficile tanto per i gruppi armati che per la popolazione.
A gennaio lo sbarco degli Alleati ad Anzio aveva acceso le speranze, ma presto svanirono.
In febbraio i bandi di leva, con richiamo alle armi delle classi dal 1922 al 1925, che minacciavano di morte i disertori alimentarono a dismisura il fenomeno della renitenza. Il 25 febbraio 1944, scaduto il bando di richiamo di Salò delle classi 1922-1923, molti giovani si rifugiano nelle vicinanze ed alcuni a Montalto. Si trattava di "ragazzi allevati nel regime fascista, pressoché digiuni di politica e disinformati per quanto riguarda ogni forma di dissenso".
A Tolentino la maggior parte di questi giovani frequentava le associazioni cattoliche, i due principali punti di riferimento erano l'Oratorio Salesiano e l'associazione giovanile "Excelsior". Così la renitenza divenne un singolare fenomeno di antifascismo spontaneo e generalizzato, maturato da ragioni morali e esistenziali prima che ideologiche.
Tedeschi e fascisti tra febbraio e marzo procedettero con operazioni di rastrellamento a vasto raggio allo scopo di stringere in una tenaglia tutta la fascia occidentale delle Marche ai confini con l'Umbria. Il movimento di Resistenza riuscì a reggere all'urto e a non farsi annientare, ma un prezzo molto alto di sangue venne comunque scontato negli eccidi come quelli avvenuti a marzo nelle località di Pozza e Umito, Montemonaco, Montalto e San Severino Marche.

## La Missione Man
Il 20 gennaio 1944 un mas della Regia Marina partì da Termoli per compiere una missione speciale, ovvero rappresentare il Regno del Sud presso il territorio maceratese, cercando di recuperare la fedeltà alla monarchia, contrastando l'avanzata del pensiero comunista e il rafforzamento di quello repubblicano e di dirigere le operazioni di sabotaggio secondo le richieste degli Alleati. Alla missione parteciparono il generale di brigata della riserva, l'uff. Salvatore Melia (conosciuto come "Man" o "Il capitano"), il capitano di complemento di fanteria Arnaldo Angerilli di San Ginesio (conosciuto come "Alessio") e il sottotenente Vincenzo Rosati, che si occupava della ricetrasmittente. Nei primi giorni dell'anno Melia si occupò di costruire sette importanti bande che avrebbero contrastato l'attività unendosi con piccoli gruppi composti da paesani patrioti. Le bande furono:
- Banda di Monastero, comandata dal ten. Augusto Pantanetti e composta da 70 uomini (bene armati con 4 mitragliatrici pesanti ma con scarse munizioni);
- Banda di San Ginesio, comandata dal cap. Girolamo Casà e composta da 20 italiani e 10 slavi (armati con armamento individuale);
- Banda di Gualdo, comandata dal ten. Antonio Luciani e composta da 17 persone;
- Banda di Matelica, comandata da ufficiali del Regio Esercito e composta da 40 persone;
- Banda di Fiastra, banda con influenze dirette del CLN di Roma date dal socialista Pietro Capuzi, comandata dal magg. Antonio Ferri e composta da circa 40 persone;
- Banda di Piobbico, banda di pensiero comunista comandata dal s. ten. Decio Filipponi e composta da 60 persone (non tutte armate);
- Banda di Serrapetrona, banda di pensiero comunista comandata dal s. ten. Emanuele Lena e composta da 50 persone.

## Eccidio di Montalto
Molti giovani confluiti nella zona di Montalto pensarono di organizzarsi tra loro in quella che ritenevano una postazione sicura. Il reparto nazifascista che attaccò Montalto non trovò difficoltà e trasformarono la battuta di rastrellamento in un massacro. Il 22 marzo 1944, ventisei giovani vennero fucilati a Montalto, nello stesso giorno altri tre furono uccisi a Vestignano e poco distante da loro venne ammazzato anche Aldo Buscalferri. Fra i giovani di Montalto solo Nello Salvatori ebbe la fortuna di sopravvivere alla strage.
Il sangue che esce dalle ferite mi comincia a spaventare. Altri quattro compagni cadono e mi coprono. Anche il sangue di essi scorre copioso, mi macchia il volto, la testa, la schiena, tutto. Brevi istanti passano, poi sento togliermi i cadaveri di sopra. Si saranno forse accorti di me che sono ancora vivo? Mi daranno il colpo di grazia? Riconcentro tutto me stesso a comparire morto. Mi prendono fortunatamente quei compagni che attendono per essere fucilati. Mi trascinano per qualche spazio, poi sento mancarmi il terreno e scivolo velocemente per una scarpata.
Altri fucilati mi cadono bruscamente sopra e sento di qualcuno l'ultimo respiro. Il pericolo di ricevere il colpo di grazia è passato.
Mi resta da vedere se gli assassini se ne sono andati. Attendo immobile sulla neve circa tre ore. Sento venir gente. Mi accorgo che non sono fascisti. Raccogliendo, allora, tutte le mie forze lentamente mi alzo, emozionato nel vedere un mucchio di compagni inerti. La gente spaventata indietreggia, piange, si lamenta. Penso subito che nel mucchio ci deve essere qualcuno salvo come me. Mi do a chiamarli ad uno ad uno:(...) Tutti morti!»
(dalla testimonianza dell'unico supertstite: Nello Salvatori)
In aprile i gruppi si riorganizzarono, gli Alleati ripresero l'avanzata ed effettuarono lanci di armi e mezzi. La pressione nazifascista perse terreno sul piano militare, ma praticò feroci rappresaglie sui civili. Per tutto il mese di maggio le S.S. compirono molti rastrellamenti nell'Alto Maceratese prendendo decine di giovani. Tra le rappresaglie è da ricordare quella del 24 giugno a Campolapiaggia, Letegge e Pozzuolo in cui vennero massacrate circa sessanta persone, comprese donne e bambini.

## Elenco dei caduti
Dati forniti dall'A.N.P.I. – sezione di Tolentino
- Salvatore Ficili, classe 1924, di Scicli (RG), ucciso in c.da Sant'Andrea a Tolentino il 15 dicembre 1943
- Agostino Mazzetti, classe 1925, di Montalto, Cessapalombo, ucciso a Caldarola il 19 febbraio 1944
- Nicola Peramezza, classe 1922, di Tolentino, ucciso a Vestignano, Caldarola il 22 marzo 1944
- Mario Ramundo, classe 1922, di Tolentino, ucciso a Vestignano, Caldarola il 22 marzo 1944
- Guidobaldo Orizi, classe 1925, di Tolentino, ucciso a Vestignano, Caldarola il 22 marzo 1944
- Lauro Cappellacci, classe 1923, di Tolentino, ucciso a Vestignano, Caldarola il 22 marzo 1944
- Audio Carassai, classe 1925, di Tolentino, ucciso a Montalto, Cessapalombo il 22 marzo 1944
- Luigi Cerquetti, classe 1925, di Tolentino, ucciso a Montalto, Cessapalombo il 22 marzo 1944
- Balilla Pascolini, classe 1923, di Tolentino, ucciso a Montalto, Cessapalombo il 22 marzo 1944
- Giuseppe Gurrieri, di Chiaramonte Gulfi (RG), ucciso a Montalto, Cessapalombo il 22 marzo 1944
- Umberto Lucentini, classe 1923, di Tolentino, ucciso a Montalto, Cessapalombo il 22 marzo 1944
- Giuseppe Cegna, classe 1924, di Tolentino, ucciso a Montalto, Cessapalombo il 22 marzo 1944
- Nicola Ciarapica, classe 1923, di Tolentino, ucciso a Montalto, Cessapalombo il 22 marzo 1944
- Ennio Proietti Maresciallo, classe 1923, di Tolentino, ucciso a Montalto, Cessapalombo il 22 marzo 1944
- Arduino Germondani, classe 1924, di Tolentino, ucciso a Montalto, Cessapalombo il 22 marzo 1944
- Ugo Sposetti, classe 1925, di Tolentino, ucciso a Montalto, Cessapalombo il 22 marzo 1944
- Adino Barcarelli, classe 1925, di Tolentino, ucciso a Montalto, Cessapalombo l 22 marzo 1944
- Umberto Angelelli, classe 1925, di Tolentino, ucciso a Montalto, Cessapalombo il 22 marzo 1944
- Spartaco Perugini, classe 1923, di Tolentino, ucciso a Montalto, Cessapalombo il 22 marzo 1944
- Radames Casadidio, di Camerino, ucciso a Montalto, Cessapalombo il 22 marzo 1944
- Giammario Fazzini, classe 1925, di Camerino, ucciso a Montalto, Cessapalombo il 22 marzo 1944
- Mariano Scipioni, classe 1923, di Potenza Picena, ucciso a Montalto, Cessapalombo il 22 marzo 1944
- Giacomo Saputo, di Terrasini (PA), ucciso a Montalto, Cessapalombo il 22 marzo 1944
- Manlio Ferraro Sottotentente, classe 1922, di Pesaro, ucciso a Montalto, Cessapalombo il 22 marzo 1944
- Bruno Principi, classe 1923, di Villa Potenza, Macerata, ucciso a Montalto, Cessapalombo il 22 marzo 1944
- Nazzareno Bartoli, classe 1924, di Villa Potenza, Macerata, ucciso a Montalto, Cessapalombo il 22 marzo 1944
- Armando Mogetta, di Villa Potenza, Macerata, ucciso a Montalto, Cessapalombo il 22 marzo 1944
- Armando Pettinari, classe 1923, di Villa Potenza, Macerata, ucciso nei dintorni di Montalto, Cessapalombo il 22 marzo 1944
- Alberto Patrizi, classe 1925, di Recanati, ucciso a Montalto, Cessapalombo il 22 marzo 1944
- Lorenzo Bernardoni, classe 1925, di Montelupone, ucciso a Montalto, Cessapalombo il 22 marzo 1944
- Primo Stacchietti, classe 1925, di Treia 1925, ucciso a Montalto, Cessapalombo il 22 marzo 1944
- Mariano Cutini, classe 1924, di Potenza Picena, ucciso a Montalto, Cessapalombo il 22 marzo 1944
- Aldo Buscalferri, classe 1900, di Caldarola, ucciso nel territorio di Caldarola il 22 marzo 1944
- Ennio Passamonti, classe 1923, di Camerino, ucciso a Monastero, Cessapalombo il 22 marzo 1944
- Peter Ivanovic, dalla Russia, ucciso a Monastero, Cessapalombo il 22 marzo 1944
- Achille Barilatti Tenente, classe 1921, di Macerata, catturato a Montalto e ucciso a Muccia il 23 marzo 1944
- Luigi Pisani, di Napoli invalido antifascista, ucciso a Valcimarra, Caldarola il 23 marzo 1944
- Francesco Saverio Bezzi, classe 1917, di Tolentino, ucciso a San Severino Marche il 12 giugno 1944
- Albo Damiani, classe 1925, di Tolentino, ucciso a San Severino Marche il 12 giugno 1944
- Albino Caselli, classe 1922, di Tolentino, ucciso a Borgianello, Serrapetrona il 15 giugno 1944
- Ubaldo Bartolazzi, di Tolentino, ucciso a Pollenza il 22 giugno 1944
- Virginio Bartolazzi, di Tolentino, ucciso a Pollenza il 22 giugno 1944
- Elvira Vissani, di Tolentino, uccisa a La Rancia, Tolentino il 22 giugno 1944
- Cesare Bernardi, classe 1922, di Tolentino, ucciso a Capolapiaggia Camerino il 24 giugno 1944
- Alceste Verducci, di Tolentino, ucciso a Staffolo il 26 giugno 1944
- Arnaldo Pelliccioni, classe 1909, di Tolentino, ucciso a Cingoli il 28 giugno 1944
- Cleto Paparoni, di Tolentino, ucciso a Cingoli il 28 giugno 1944
- Giuseppe Porfiri, classe 1909, di Cessapalombo, ucciso il 15 luglio 1944
- Lucio Ancillai, di Tolentino, ucciso a Bologna l'11 maggio 1945
- Ersilio Pezzotti, di Tolentino, ucciso a Bologna nel 1945